# Fraktion Identität und Demokratie
Identität und Demokratie (ID) war eine Fraktion rechtspopulistischer, nationalistischer und rechtsextremer Parteien in der neunten Wahlperiode des Europäischen Parlaments (2019–2024). Sie wurde nach der Europawahl 2019 als Nachfolgerin der seit 2015 bestehenden Fraktion Europa der Nationen und der Freiheit (ENF) gegründet.
Mit 73 Mitgliedern war sie nach der Gründung nach der Europawahl 2019 die fünftgrößte der sieben Fraktionen. Am Ende der Wahlperiode hatte sie noch 49 Mitglieder und war die zweitkleinste Fraktion. Vorsitzender der Fraktion war Marco Zanni von der italienischen Lega, sein Stellvertreter war Jordan Bardella (RN). Die größten Landesgruppen der Fraktion waren aus Italien (22 Abgeordnete) und Frankreich (18 Abgeordnete). Aus dem deutschsprachigen Raum waren die FPÖ mit drei Mitgliedern vertreten, bis zu ihrem Ausschluss im Mai 2024 auch neun AfD-Abgeordnete.
Nach der Europawahl 2024 wurde die Fraktion nicht wieder konstituiert. Die Abgeordneten der beteiligten Parteien schlossen sich überwiegend der Fraktion Patrioten für Europa (PfE) an.

## Geschichte

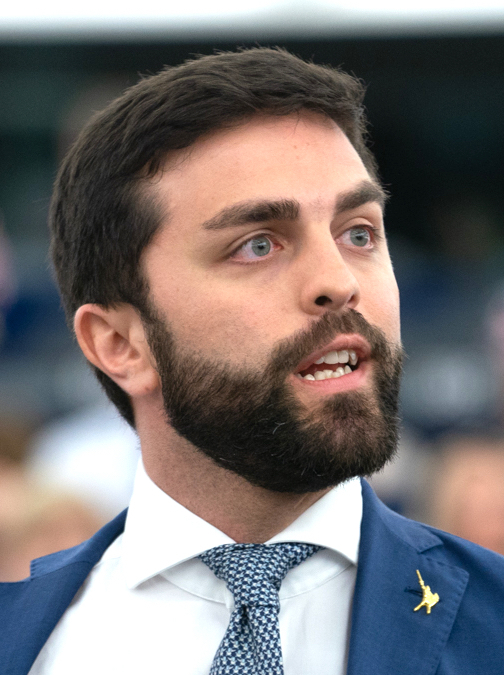
Marco Zanni (Lega), Vorsitzender der Fraktion Identität und Demokratie

### Vorgeschichte
| Zeitraum  | Fraktion                                        | Wichtigste Parteien |
| --------- | ----------------------------------------------- | ------------------- |
| 1984–1989 | Fraktion der Europäischen Rechten               | FN, MSI             |
| 1989–1994 | Technische Fraktion der Europäischen Rechten    | FN, REP             |
| 2007      | Identität, Tradition, Souveränität              | FN, PRM             |
| 2009–2014 | Europa der Freiheit und der Demokratie          | UKIP, Lega Nord     |
| 2014–2019 | Europa der Freiheit und der direkten Demokratie | UKIP, M5S           |
| 2015–2019 | Europa der Nationen und der Freiheit            | FN/RN               |
| 2019–2024 | Fraktion Identität und Demokratie               | Lega, RN, AfD       |
| seit 2024 | Patrioten für Europa                            | RN, Fidesz          |
| seit 2024 | Europa der Souveränen Nationen                  | AfD                 |

Auf Einladung des damaligen italienischen Innenministers Matteo Salvini (Lega) trafen sich am 8. April 2019 in Mailand Jörg Meuthen als Vertreter der deutschen AfD, Olli Kotro als Vertreter der Partei Perussuomalaiset (Die Finnen, PS) und Anders Vistisen von der Dänischen Volkspartei (DF). Dort wurde die Gründung einer neuen Fraktion unter dem Namen European Alliance of People and Nations (Europäische Allianz der Menschen und Nationen), später dann European Alliance of Peoples and Nations (Europäische Allianz der Völker und Nationen), angekündigt. In den folgenden Tagen kündigten die weiteren Parteien der bisherigen ENF-Fraktion ihre Beteiligung an der neuen Fraktion an. Noch vor der Europawahl 2019 kündigten die slowakische Partei Sme rodina und die estnische EKRE an, sich der Fraktion anzuschließen. Da die Gruppierung eine Verwechslung mit dem European Anti Poverty Network EAPN (Europäisches Armutsnetzwerk) befürchtete, wurde frühzeitig eine Namensänderung angekündigt.
Erklärtes Ziel der Beteiligten war die Gründung einer großen Fraktion aller rechten und nationalistischen Kräfte des Europaparlaments. Ziel waren über 150 Mitglieder in der Fraktion. Insbesondere die polnische PiS (EKR-Fraktion) und die ungarische Fidesz (EVP-Fraktion) wurden von Salvini, Le Pen und Meuthen als potentielle Mitglieder der Fraktion genannt. Beide verblieben nach der Wahl jedoch in ihren Fraktionen.

### Gründung der Fraktion
Einige der angekündigten Beteiligten verpassten den Einzug ins Parlament: Sme Rodina und die Slovenska Nacionalna Stranka sowie die niederländische Partij voor de Vrijheid (PVV), die allerdings einen Abgeordneten stellen konnte, nachdem das Vereinigte Königreich aus der EU ausgetreten war. Weitere Parteien lehnten den Beitritt zur ID ab, so Nigel Farages Brexit Party, deren Abgeordnete fraktionslos blieben, und die spanische Vox, die sich der EKR-Fraktion anschloss. Dieser Fraktion traten auch die Abgeordneten der Schwedendemokraten und des niederländischen Forum voor Democratie bei.
Am 12. Juni 2019 wurde die Fraktion mit 73 Mitgliedern gegründet. Sie bestand letztlich nur aus den Abgeordneten der europäischen Partei „Bewegung für ein Europa der Nationen und der Freiheit“ und den drei im April angekündigten Parteien: AfD, DF und PS. Marco Zanni wurde zum Vorsitzenden gewählt. Einen Tag später wurde die Fraktion unter dem neuen Namen „Identität und Demokratie“ der Öffentlichkeit vorgestellt. Anfang Juli benannte sich die „Bewegung für ein Europa der Nationen und der Freiheit“ ebenfalls in Identität und Demokratie (ID-Partei) um.
| Alte Fraktion                                   | Europapartei | Abgeordnete neu | Nationale Parteien                                                                 |
| ----------------------------------------------- | ------------ | --------------- | ---------------------------------------------------------------------------------- |
| Europa der Nationen und der Freiheit            | MENL         | 56              | - Vlaams Belang - Rassemblement National - Lega - Freiheitliche Partei Österreichs |
| Europäische Konservative und Reformer           | –            | 03              | - Dänische Volkspartei - Perussuomalaiset                                          |
| Europa der Freiheit und der direkten Demokratie | –            | 11              | - Alternative für Deutschland                                                      |
| neu im Parlament                                | MENL         | 03              | - Estnische Konservative Volkspartei - Svoboda a přímá demokracie                  |

### Während der Legislaturperiode
Die ID war anfangs fünftgrößte Fraktion des EU-Parlaments. Nach dem Ausscheiden des Vereinigten Königreichs aus der EU und damit der britischen Abgeordneten aus dem EU-Parlament am 1. Februar 2020 überholte die Fraktion die Grünen/EFA – die ID hatte selbst keine britischen Abgeordneten, vielmehr erhielt die niederländische PVV einen der zusätzlichen geschaffenen Sitze, der PVV-Abgeordnete schloss sich der ID an. Im Laufe der Wahlperiode traten einige Abgeordnete aus der ID-Fraktion und jeweils auch aus ihrer nationalen Partei aus. Unter anderem verlor die Lega fünf Abgeordnete an die Forza Italia und die Fratelli d’Italia (FdI). Dadurch rutschte die ID wieder hinter die Grüne/EFA.
Nach dem Austritt der Europaabgeordneten der ungarischen Fidesz aus der EVP-Fraktion gab es Bestrebungen für eine neue rechtsgerichtete Fraktion im Europäischen Parlament mit Fidesz, der Lega und der polnischen Partei PiS (bisher EKR-Fraktion).
Vor der Präsidentschaftswahl in Frankreich (April 2022) wechselten vier Abgeordnete der Partei RN zur Partei Reconquête von Éric Zemmour und verließen die Fraktion.
Im Februar 2022 wurde Nicolaus Fest zum neuen Delegationsleiter der AfD-Gruppe gewählt. Der Vize-Vorsitzende der Fraktion Jörg Meuthen verließ daraufhin aus Protest die Fraktion – Fest hatte den Tod des damaligen Parlamentspräsidenten David Sassoli mit dem Satz „Endlich ist dieses Dreckschwein weg“ kommentiert.
Im April 2023 verließen die Abgeordneten der Partei Die Finnen (PS) die ID und kehrten zur EKR zurück. Hintergrund war das ambivalente Verhältnis der ID-Mitglieder gegenüber dem russischen Präsidenten Wladimir Putin, während die EKR der russischen Führung klar kritisch gegenübersteht.
Die Mitglieder der ID kommen seither so gut wie ausschließlich aus Mittel-, West- und Südeuropa. Aus den elf am östlichen Rand der EU gelegenen Mitgliedsstaaten verblieb als einziges Mitglied Jaak Madison aus Estland.

Länder mit Abgeordneten
in der ID-Fraktion

Seit dem Treffen von Rechtsextremisten in Potsdam 2023 distanzierte sich die ID und insbesondere der RN zunehmend von der AfD. Im Mai 2024 kam es zu weiteren Skandalen um deren Europawahl-Spitzenkandidaten Maximilian Krah und Petr Bystron, vor allem um eine mögliche Bezahlung durch die Diktaturen in Russland und China sowie um eine Äußerung Krahs im Interview mit der italienischen Zeitung La Repubblica: „Ich werde nie sagen, dass jeder, der eine SS-Uniform trug, automatisch ein Verbrecher war“. Daraufhin entschied der RN, nach der Wahl nicht mehr mit der AfD in einer Fraktion zusammenzuarbeiten. Noch im Mai beschloss die Fraktion – gegen die Stimmen der österreichischen FPÖ und der estnischen EKRE – den Ausschluss der AfD-Abgeordneten.
Die Europäische Staatsanwaltschaft nahm gegen die Fraktion, der vorgeworfen wird, zwischen 2019 und 2024 EU-Gelder in Höhe von etwa 4,3 Millionen Euro veruntreut zu haben, Ermittlungen auf.

### Nach der Legislaturperiode
Bei der Europawahl 2024 gewannen die Parteien der ID in Summe zehn Mandate hinzu. Dabei wurde die RN stärkste Partei in Frankreich und steigerte sich von 18 Abgeordneten vor der Wahl auf 30 Mandate. Dagegen verlor die italienische Lega 14 ihrer zuvor 22 Mandate.
Die tschechische SPD kündigte am 28. Juni 2024 die Gründung einer neuen Fraktion namens Europe of Sovereign Nations (ESN) an.
Am 30. Juni 2024 kündigte FPÖ-Parteichef Herbert Kickl zusammen mit Viktor Orbán (Fidesz) und Andrej Babiš (ANO) die Gründung einer Fraktion namens Patrioten für Europa (PfE) an. In der folgenden Woche schlossen sich die Abgeordneten von Chega, DF, VB und PVV der PfE an.
Damit fehlten der ID die notwendigen Mitglieder aus mindestens sieben Ländern. Die für den 3. Juli 2024 geplante konstituierende Sitzung der Fraktion zur 10. Wahlperiode wurde erst auf den 8. Juli 2024 verschoben, nach der Gründung der PfE am selben Tag aber abgesagt.

## Programmatik
Die ID will den Einfluss Brüssels in der EU deutlich zurückdrängen, die Mitgliedstaaten sollen wieder mehr Kompetenzen erhalten. Sie wollen die Union an „Haupt und Gliedern reformieren, aber nicht zerstören“, sagte Meuthen. Zudem solle der Kontinent zur „Festung“ ausgebaut werden, es müsse einen „machtvollen Schutz der Außengrenzen“ geben. Man sei sich außerdem einig, dass eine „Islamisierung“ drohe und bekämpft werden müsse. Ein EU-Beitritt der Türkei wird abgelehnt.
Beim Gründungstreffen sagte Salvini, dass ihm auch bei unterschiedlicher Haltung der Parteien eine „nationalistische Internationale“ vorschwebt. Der AfD-Abgeordnete Jörg Meuthen sagte nach der offiziellen Fraktionsgründung im Juni 2019: „Wir sind hierher gekommen, um Stachel im Fleisch der Eurokraten zu sein. […] Uns schwebt ein Europa der Vaterländer vor, in dem nationale, regionale und kulturelle Eigenheiten geachtet und verteidigt werden“.

## Abgeordnete
Folgende Tabelle enthält die Abgeordneten der Fraktion nach nationaler Partei. Mitglieder die vor Ende der Wahlperiode die Fraktion verließen sind kursiv gesetzt und in der Spalte Anzahl nicht berücksichtigt.
| Land        | Partei                                                                       | Partei       | Partei | Abgeordnete |
| Land        | National                                                                     | Europapartei | Anzahl | Mitglieder |
| ----------- | ---------------------------------------------------------------------------- | ------------ | ------ | --- |
| Belgien     | Vlaams Belang (VB, Flämische Interessen)                                     | ID           | 3/21   | Gerolf Annemans, Filip De Man, Tom Vandendriessche |
| Dänemark    | Dansk Folkeparti (DF, Dänische Volkspartei)                                  | –            | 1/14   | Peter Kofod (bis 14. November 2022), Anders Primdahl Vistisen (seit 22. November 2022) |
| Deutschland | Alternative für Deutschland (AfD)                                            | ID           | –      | Christine Anderson, Gunnar Beck, Markus Buchheit, Nicolaus Fest, Maximilian Krah, Joachim Kuhs, Sylvia Limmer, Guido Reil, Bernhard Zimniok (alle bis 23. Mai 2024), Lars Patrick Berg (bis 11. Mai 2021), Jörg Meuthen (bis 13. Februar 2022) |
| Estland     | Eesti Konservatiivne Rahvaerakond (EKRE, Estnische Konservative Volkspartei) | ID           | 1/7    | Jaak Madison |
| Finnland    | Perussuomalaiset (PS, Wahre Finnen)                                          | –            | –      | Teuvo Hakkarainen , Laura Huhtasaari (beide bis 4. April 2023) |
| Frankreich  | Rassemblement National (RN, Nationale Sammlung)                              | ID           | 16/79  | Mathilde Androuët, Jordan Bardella, Nicolas Bay (bis 15. Februar 2022), Aurélia Beigneux, Dominique Bilde, Annika Bruna, Gilbert Collard (bis 24. Januar 2022), Catherine Griset, Jean-François Jalkh, France Jamet, Virginie Joron, Hélène Laporte (bis 28. Juli 2022), Gilles Lebreton, Julie Lechanteux (bis 28. Juli 2022), Joëlle Mélin (bis 28. Juli 2022), Philippe Olivier, Maxette Pirbakas (bis 1. Februar 2022), Jérôme Rivière (bis 24. Januar 2022), André Rougé, Jean-Lin Lacapelle (seit 1. Februar 2020), Patricia Chagnon (seit 29. Juli 2022), Marie Dauchy (seit 29. Juli 2022), Eric Minardi (seit 29. Juli 2022) |
| Frankreich  | –                                                                            | ID (a)       | 2/79   | Jean-Paul Garraud, Hervé Juvin (bis 10. November 2022), Thierry Mariani |
| Italien     | Lega                                                                         | ID           | 22/76  | Matteo Adinolfi, Simona Baldassarre (bis 2. April 2023), Alessandra Basso, Mara Bizzotto (bis 12. Oktober 2022), Anna Bonfrisco, Paolo Borchia, Marco Campomenosi, Andrea Caroppo (bis 6. Oktober 2020), Massimo Casanova, Susanna Ceccardi, Angelo Ciocca, Rosanna Conte, Gianantonio Da Re, Francesca Donato (bis 5. Oktober 2021), Marco Dreosto (bis 12. Oktober 2022), Gianna Gancia, Valentino Grant, Danilo Oscar Lancini, Elena Lizzi, Alessandro Panza, Luisa Regimenti (bis 20. Juni 2021), Antonio Maria Rinaldi, Silvia Sardone, Annalisa Tardino, Isabella Tovaglieri, Lucia Vuolo (bis 3. Juni 2021), Stefania Zambelli (bis 2. Oktober 2023), Marco Zanni, Vincenzo Sofo (1. Februar 2020 bis 22. Februar 2021), Paola Ghidoni (seit 2. November 2022), Matteo Gazzini (2. November 2022 bis 7. Dezember 2023), Elisabetta De Blasis (2. November 2022 bis 10. September 2023), Maria Veronica Rossi (6. April 2023 bis 29. April 2024), Aldo Patriciello (seit 1. Februar 2024) |
| Niederlande | Partij voor de Vrijheid (PVV, Partei für die Freiheit)                       | (b)          | –      | Marcel de Graaff (1. Februar 2020 bis 24. Oktober 2022, bis 20. Januar 2022 PVV, dann FvD) |
| Niederlande | Forum voor Democratie (FvD, Forum für Demokratie)                            | –            | –      | Marcel de Graaff (1. Februar 2020 bis 24. Oktober 2022, bis 20. Januar 2022 PVV, dann FvD) |
| Österreich  | Freiheitliche Partei Österreichs (FPÖ)                                       | ID           | 3/19   | Roman Haider, Georg Mayer, Harald Vilimsky |
| Tschechien  | Svoboda a přímá demokracie (SPD, Freiheit und direkte Demokratie)            | ID           | 1/21   | Hynek Blaško (bis 13. Dezember 2023), Ivan David |
| Summe       | Summe                                                                        | Summe        | 49/705 | |

_ – Mitglieder der ID-Partei (48)
_ – Unabhängige Fraktionsmitglieder (1)